# Koeweit op de Olympische Zomerspelen 2008
Koeweit nam deel aan de Olympische Zomerspelen 2008 in Peking, China. Het debuteerde op de Zomerspelen in 1968 en deed in 2008 voor de elfde keer mee. Voor de tweede keer op rij werd geen medaille gewonnen.

## Resultaten en deelnemers

### Atletiek
| Olympiër          | Onderdeel          | Resultaat | Prestatie                                                |
| ----------------- | ------------------ | --------- | -------------------------------------------------------- |
| Mohammad Al-Azemi | 800m (m)           | 21e       | serie 7: 1ste in 1.46,95 halve finale 1: 8ste in 1.47,65 |
| Ali Al-Zinkawi    | kogelslingeren (m) | 20e       | kwalificatie groep B: 11de met 73,62m                    |

### Judo
| Olympiër       | Onderdeel  | Resultaat | Prestatie                                                                   |
| -------------- | ---------- | --------- | --------------------------------------------------------------------------- |
| Talal Al-Enezi | -100kg (m) | 13e       | 1ste ronde: V van KAZ Zhitkeyev: ippon herkansingen: V van BIH Mekić: ippon |

### Schietsport
| Olympiër            | Onderdeel | Resultaat | Prestatie                                          |
| ------------------- | --------- | --------- | -------------------------------------------------- |
| Zaid Al-Mutairi     | skeet (m) | 10e       | kwalificatie: 10de met 118 punten (23-25-22-24-24) |
| Abdullah Al-Rashidi | skeet (m) | 9e        | kwalificatie: 9de met 118 punten (25-23-24-22-24)  |
| Naser Meqlad        | trap (m)  | 18e       | kwalificatie: 18de met 115 punten (23-24-24-22-22) |

### Tafeltennis
| Olympiër         | Onderdeel     | Resultaat | Prestatie                                                           |
| ---------------- | ------------- | --------- | ------------------------------------------------------------------- |
| Ibrahem Al-Hasan | enkelspel (m) | 65e       | 1ste ronde: V van PRK Kim: 2-4 (7-11, 11-9, 11-6, 5-11, 9-11, 9-11) |

### Zwemmen
| Olympiër       | Onderdeel          | Resultaat | Prestatie             |
| -------------- | ------------------ | --------- | --------------------- |
| Mohammad Madwa | 50m vrije slag (m) | 45e       | serie 8: 4de in 22,83 |

Afghanistan · Albanië · Algerije · Amerikaanse Maagdeneilanden · Amerikaans-Samoa · Andorra · Angola · Antigua en Barbuda · Argentinië · Armenië · Aruba · Australië · Azerbeidzjan · Bahama's · Bahrein · Bangladesh · Barbados · België · Belize · Benin · Bermuda · Bhutan · Bolivia · Bosnië en Herzegovina · Botswana · Brazilië · Britse Maagdeneilanden · Bulgarije · Burkina Faso · Burundi · Cambodja · Canada · Centraal-Afrikaanse Republiek · Chili · China · Chinees Taipei · Colombia · Comoren · Congo-Brazzaville · Congo-Kinshasa · Cookeilanden · Costa Rica · Cuba · Cyprus · Denemarken · Djibouti · Dominica · Dominicaanse Republiek · Duitsland · Ecuador · Egypte · El Salvador · Equatoriaal-Guinea · Eritrea · Estland · Ethiopië · Fiji · Filipijnen · Finland · Frankrijk · Gabon · Gambia · Georgië · Ghana · Grenada · Griekenland · Groot-Brittannië · Guam · Guatemala · Guinee · Guinee‑Bissau · Guyana · Haïti · Honduras · Hongarije · Hongkong · Ierland · IJsland · India · Indonesië · Irak · Iran · Israël · Italië · Ivoorkust · Jamaica · Japan · Jemen · Jordanië · Kaaimaneilanden · Kaapverdië · Kameroen · Kazachstan · Kenia · Kirgizië · Kiribati · Koeweit · Kroatië · Laos · Lesotho · Letland · Libanon · Liberia · Libië · Liechtenstein · Litouwen · Luxemburg · Macedonië · Madagaskar · Malawi · Malediven · Maleisië · Mali · Malta · Marshalleilanden · Marokko · Mauritanië · Mauritius · Mexico · Micronesië · Moldavië · Monaco · Mongolië · Montenegro · Mozambique · Myanmar · Namibië · Nauru · Nederland · Nederlandse Antillen · Nepal · Nicaragua · Nieuw-Zeeland · Niger · Nigeria · Noord-Korea · Noorwegen · Oeganda · Oekraïne · Oezbekistan · Oman · Oostenrijk · Oost‑Timor · Pakistan · Palau · Palestina · Panama · Papoea-Nieuw-Guinea · Paraguay · Peru · Polen · Portugal · Puerto Rico · Qatar · Roemenië · Rusland · Rwanda · Saint Kitts en Nevis · Saint Lucia · Saint Vincent en Grenadines · Salomonseilanden · Samoa · San Marino · Sao Tomé en Principe · Saoedi-Arabië · Senegal · Servië · Seychellen · Sierra Leone · Singapore · Slovenië · Slowakije · Soedan · Somalië · Spanje · Sri Lanka · Suriname · Swaziland · Syrië · Tadzjikistan · Tanzania · Thailand · Togo · Tonga · Trinidad en Tobago · Tsjaad · Tsjechië · Tunesië · Turkije · Turkmenistan · Tuvalu · Uruguay · Vanuatu · Venezuela · Verenigde Arabische Emiraten · Verenigde Staten · Vietnam · Wit-Rusland · Zambia · Zimbabwe · Zuid-Afrika · Zuid-Korea · Zweden · Zwitserland
Uitgesloten van deelname: Brunei